# Santa Isabel (Venezuela)
Santa Isabel é uma cidade venezuelana, capital do município de Andrés Bello (Trujillo).